# 本多康伴
本多 康伴（ほんだ やすとも）は、近江膳所藩の第9代藩主。康俊系本多家宗家9代。

## 生涯
出羽庄内藩主・酒井忠寄の五男。明和2年（1765年）に先代藩主の康政が死去したため、その養女を正室にしたうえで跡を継いだ。明和8年（1771年）8月29日、膳所で死去し、跡を長男の康匡が継いだ。享年32。

## 系譜
父母
- 酒井忠寄（実父）
- 本多康政（養父）

正室
- 本多康政の養女、本多康桓の娘

子女
- 本多康匡（長男）
- 吉田良連室